# Pelagiál

Typy pelagiálu

Pelagiál (jiné názvy: pelagická oblast, pelagická zóna, pelagické pásmo; z řec. Πέλαγος – Pelagos = otevřené moře) má dva související významy:
- 1. V biogeografii a hydrografii je pelagiál oblast volné (tzn. od dna vzdálené) vody moře, jezera či nádrže (v užším smyslu jen moře), čili oblast veškeré vody moří, jezer nebo nádrží, kromě bentálu (jehož nejsvrchnější část se jmenuje litorál)[1][2][3][4]. Některé zdroje však z definice pelagiálu vylučují nejen bentál (včetně litorálu), ale i neritickou oblast (tj. vodu nad sublitorálem – asi 130/200 m do hloubky) a někdy navíc i tzv. hemipelagickou oblast (tj. oblast od přibližně 130/200 m až 3 000/4 000 m)[5][6][7]
- 2. V ekologii je pelagiál méně často i označení pro společenství organismů (v užším smyslu jen živočichů) žijících v oblasti volné vody moří, jezer či nádrží (tj. v oblasti podle definice 1), jedná se o souhrnné označení pro plankton, nekton, neuston a pleuston.[8][9][10]

## Charakteristika
Organismy se v pelagiálu převážně volně vznášejí nebo aktivně plavou. Dělíme je na plankton, nekton, neuston a pleuston.

## Dělení
V literatuře se uvádějí různé dělení pelagiálu. Následují příklady.

### Mořský pelagiál
Dělení 1
- Epipelagiál (= epipelagická zóna, trofogenní vrstva) – do hloubky asi 200 m
- Batypelagiál (= batypelagická zóna, trofolytická vrstva):
  - Vrchní batypelagická zóna – asi 200 m až 1 000 m
  - Dolní batypelagická zóna – přes 1 000 m

Dělení 2:
- Epipelagiál – do 200 m
- Batypelagiál v širším smyslu:
  - Mezopelagiál (= přechodná zóna) – 200 m až 1 000 m
  - Batypelagiál v užším smyslu – 1 000 m až zhruba 3 000/4 000 m
- Abysopelagiál v širším smyslu:
  - Abysopelagiál v užším smyslu – asi 3 000/4 000 m až 6 000 m
  - Hadopelagiál (= ultraabysál) – více než 6 000 m

Dělení 3
- Trofogénna zóna (= epipelagiál)
- Trofolytická zóna
  - Batypelagiál – 200 až 800 m
  - Hemipelagiál – 800 až 2 400 m (Poznámka: porovnání odchylná definici hemipelagické oblasti v úvodní definici tohoto článku)
  - Eupelagiál – více než 2 400 m (Poznámka: ale např. Encyklopedie Země ztotožňuje termín „eupelagická oblast“ s celou pelagickou populací oblastí)

Dělení 4
- Eufotická zóna (= fotická zóna) – do asi 100 m (tj. vrchní část epipelagiálu)
- Dysfotická zóna (= disfotická zóna) – asi 100 až 1 000 m (tj. spodní část epipelagiálu a mezopelagiál), v některých zdrojích je tato zóna zařazována pod eufotickú zónu (která končí až v 1 000 m)[pozn. 1], v některých jiných zdrojích je zas naopak zařazována pod afotickú zónu (která začíná už ve 100 m hloubce)
- Afotická zóna – více než 1 000 m (tj. batypelagiál v užším smyslu a abysopelagiál)

### Jezerní pelagiál[4][18][19][10]
- Trofogénna zóna:
  - Epilimnión v širším smyslu:
    - Vrchní pelagiál
    - Epilimnión v užším smyslu

  - Metalimnión
- Trofolytická zóna (hypolimnión)